# Congis-sur-Thérouanne
Congis-sur-Thérouanne ist eine französische Gemeinde mit 1.776 Einwohnern (Stand: 1. Januar 2022) im Département Seine-et-Marne in der Region Île-de-France. Sie gehört zum Arrondissement Meaux und ist Teil des Kantons La Ferté-sous-Jouarre (bis 2015: Kanton Lizy-sur-Ourcq). Die Einwohner werden Congissois genannt.

## Geographie
Congis-sur-Thérouanne liegt etwa sieben Kilometer nordöstlich von Meaux und etwa 50 Kilometer nordöstlich von Paris am Fluss Thérouanne und am Canal de l’Ourcq. Die Marne begrenzt die Gemeinde im Süden. Umgeben wird Congis-sur-Thérouanne von den Nachbargemeinden Trocy-en-Multien und Le Plessis-Placy im Norden, Lizy-sur-Ourcq im Nordosten, Mary-sur-Marne im Osten, Isles-les-Meldeuses im Süden und Südosten, Germigny-l’Évêque im Süden und Südwesten, Varreddes im Westen sowie Étrépilly im Nordwesten.

## Bevölkerungsentwicklung
| Jahr                       | 1962 | 1968 | 1975 | 1982 | 1990 | 1999 | 2006 | 2017 |
| -------------------------- | ---- | ---- | ---- | ---- | ---- | ---- | ---- | ---- |
| Einwohner                  | 662  | 679  | 787  | 1026 | 1277 | 1516 | 1755 | 1768 |
| Quellen: Cassini und INSEE |      |      |      |      |      |      |      |      |

## Sehenswürdigkeiten
- Kirche Saint-Rémi, ursprünglich aus dem 13. Jahrhundert, Monument historique
- Schloss Le Gué-à-Tresmes mit Park, Monument historique

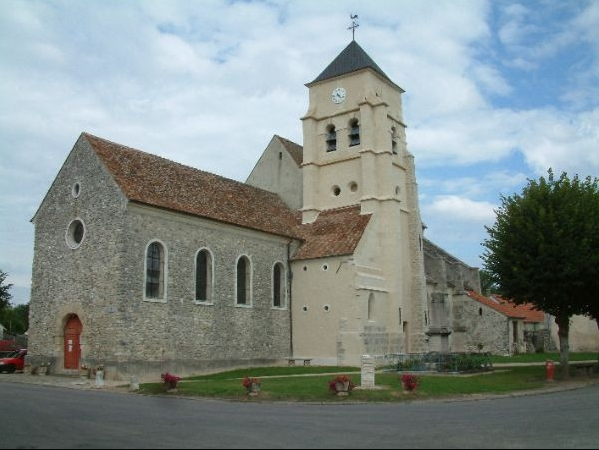
Kirche Saint-Rémi

- Schiffshebewerk
- Île de la Cornaille
- Île Ancre

## Persönlichkeiten
- Henri Hérouin (1876–unbekannt), Bogenschütze, Olympiasieger 1900
- René Sergent (1865–1927), Architekt